# Parigi-Bruxelles 1912
La Parigi-Bruxelles 1912, ottava edizione della corsa, si svolse il 9 giugno 1912 su un percorso di 425 km, con partenza da Parigi e arrivo a Bruxelles. Fu vinta dal francese Octave Lapize, che bissò il successo dell'anno precedente, davanti al suo connazionale Louis Luguet e allo svizzero Oscar Egg.

## Ordine d'arrivo (Top 10)
| Pos. | Corridore            | Squadra | Tempo     |
| ---- | -------------------- | ------- | --------- |
| 1    | Octave Lapize        |         | 15h01'20" |
| 2    | Louis Luguet         |         | s.t.      |
| 3    | Oscar Egg            |         | s.t.      |
| 4    | Hector Tiberghien    |         | s.t.      |
| 5    | Eugène Christophe    |         | s.t.      |
| 6    | Marcel Buysse        |         | s.t.      |
| 7    | Felicien Zalm        |         | s.t.      |
| 8    | Omer Verschoore      |         | s.t.      |
| 9    | Joseph Van Daele     |         | s.t.      |
| 10   | Cyrille Van Hauwaert |         | s.t.      |